# Luigi Castellani Fantoni
Luigi Castellani Fantoni (Pavia, 11 luglio 1821 – Roma, 11 giugno 1877) è stato un politico italiano.

## Biografia
Fu ripetutamente Deputato del Regno di Sardegna nonché del Regno d'Italia.